# Łoszczyniwka
Łoszczyniwka (ukr. Лощинівка) – wieś na Ukrainie, w obwodzie odeskim, w rejonie izmailskim. Miejscowość etnicznie bułgarska.
W 2001 liczyła 1350 mieszkańców, wśród których 81 wskazało jako ojczysty język ukraiński, 364 rosyjski, 44 mołdawski, 831 bułgarski, 1 białoruski, 5 gagauski, 7 romski, a 17 inny.